# Vlag van Honnelles
De vlag van Honnelles is op onbekende datum bij raadsbesluit vastgesteld als de vlag van de Henegouwse gemeente Honnelles. De vlag kan als volgt worden beschreven:
Rechtsgeschuind in zes banen van rood en wit.
De vlag komt overeen met het vlagontwerp van de Raad van Heraldiek en Vexillologie (Frans: Conseil d’héraldique et de vexillologie). De vlag is volledig gebaseerd op het gemeentewapen en ziet er dus helemaal hetzelfde uit.